# Special Direct System

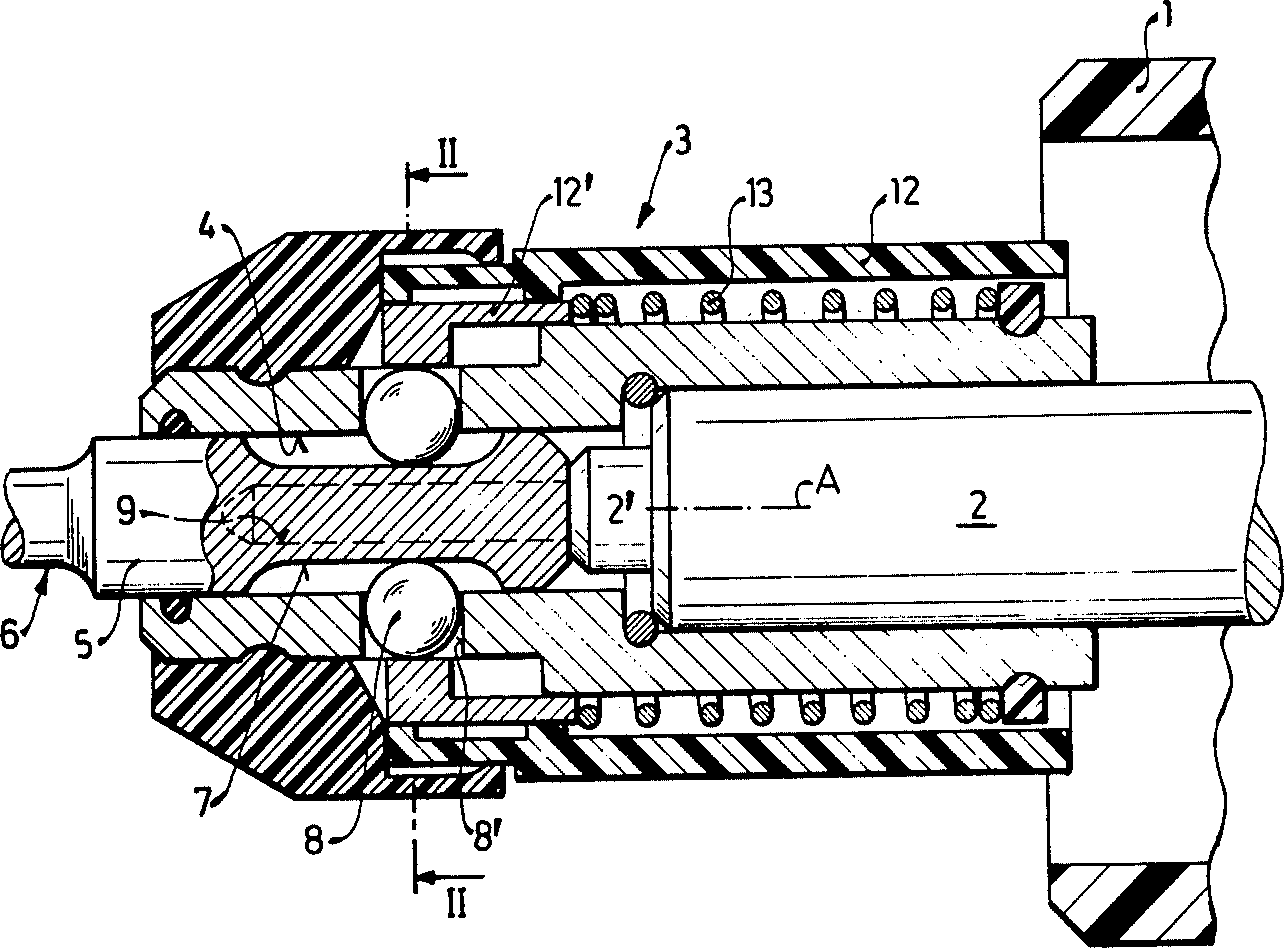
Znázornění upnutí SDS vrtáku ve sklíčidle dle pantentu firmy Bosh z roku 1976

Special Direct System (SDS; původně Steck, Dreh, Sitzt – vložit, otočit, držet) je systém upínání vrtacích a sekacích nástrojů v pneumatických kladivech. Vyvinula jej firma Robert Bosch.
Protože patenty pro výrobu původního a prvního systému SDS-plus vypršely, na trhu existuje široká paleta výrobků různých výrobců. Tvary a rozměry upínací části vrtáků a sekáčů jsou však pro kompatibilitu výrobci dodržovány.
Firma Bosch název SDS užívá i pro další rychloupínací systémy, jako například upnutí pilového listu na přímočarých pilách nebo tzv. multifunkčních strojích.

## Varianty
Existuje několik variant tohoto systému:
SDS plus
SDS plus je určen pro nižší váhové kategorie; stopka nástrojů má průměr 10 mm.
SDS-top (dnes se již nepoužívá)
SDS-top je odvozen z principu dříve vyvinutého systému SDS-plus, ale používá stopku o průměru 14 mm. Upínací plocha je tak zvětšena na 212 mm². Tento systém byl určen pro nástroje kategorie 2–5 kg. SDS-top má tak lepší přenos kroutícího momentu a kladiva tohoto systému mají také větší výkon. SDS-top tak vyplnil pomyslnou mezeru pro vrtání otvorů o průměrech 14 až 32 mm. V tomto rozmezí mají kladiva SDS-plus menší možnosti a kladiva SDS-max jsou pro tyto vrtané průměry příliš těžká. Na vývoji spolupracovala společnost Hilti, která jej označuje také jako TE-T.
SDS-max
SDS-max je určen pro nejvyšší váhové kategorie 5 kg a výše. Stopka nástrojů má průměr 18 mm.
| Označení  | Průměr stopky | Upínací plocha | Popis |
| --------- | ------------- | -------------- | --- |
| SDS max   | 18 mm         | 389 mm²        | Od roku 1985 užíváno na těžkých kladivech, náhrada starých systémů jako byly „velká drážková hřídel“, „šestihran“ o různých průměrech (19, 28 a 30 mm). |
| SDS-top   | 14 mm         | 212 mm²        | Vyvinuto pro vyšší výkon u stále menších strojů, obchodně ale neúspěšné, od roku 2009 vyřazeno z nabídky.                                               |
| SDS plus  | 10 mm         | 60 mm²         | První varianta uvedená na trh v roce 1975. |
| SDS-quick | 6 mm          |                | Novější typ upínání pro akumulátorové přístroje Bosch-Uneo a Bosch-Uneo Maxx                                                                            |

## Galerie

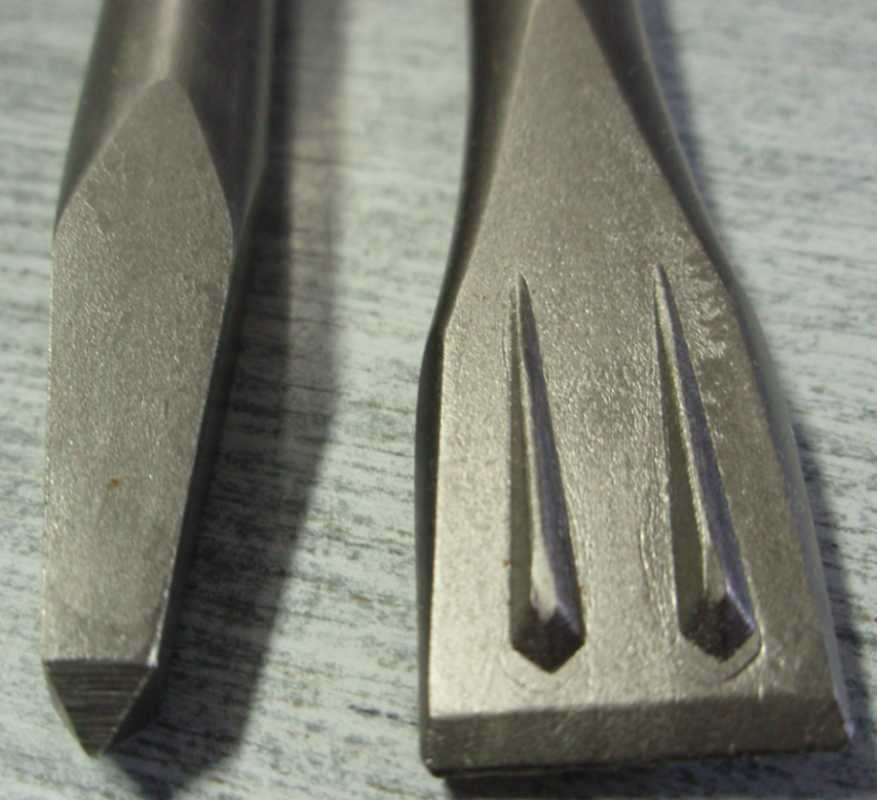
Špice sekáčů SDS Plus
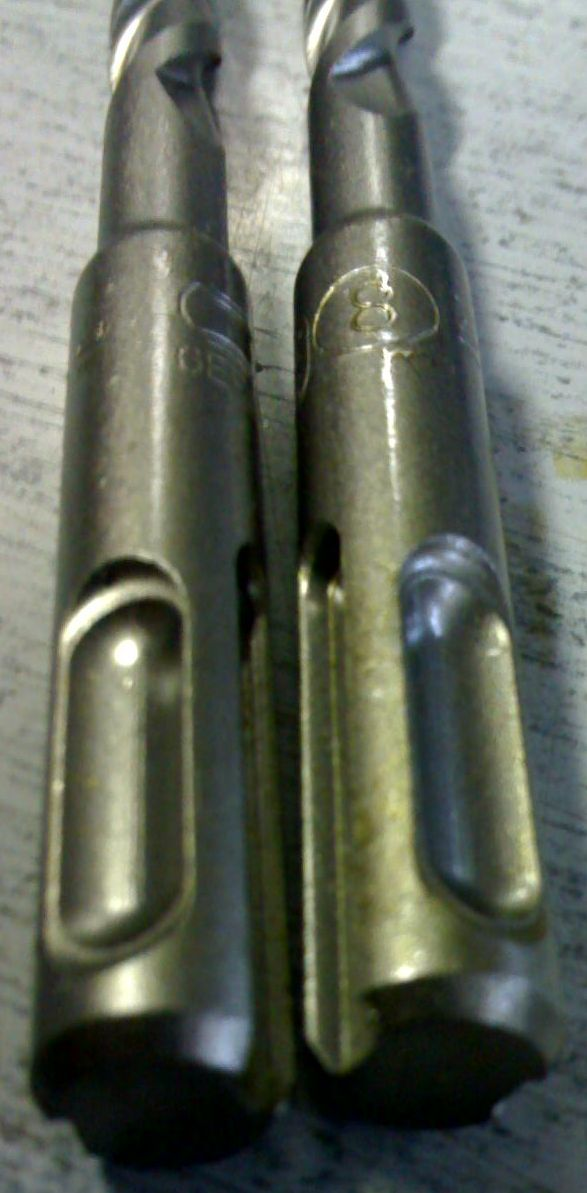
Stopky vrtáků SDS+
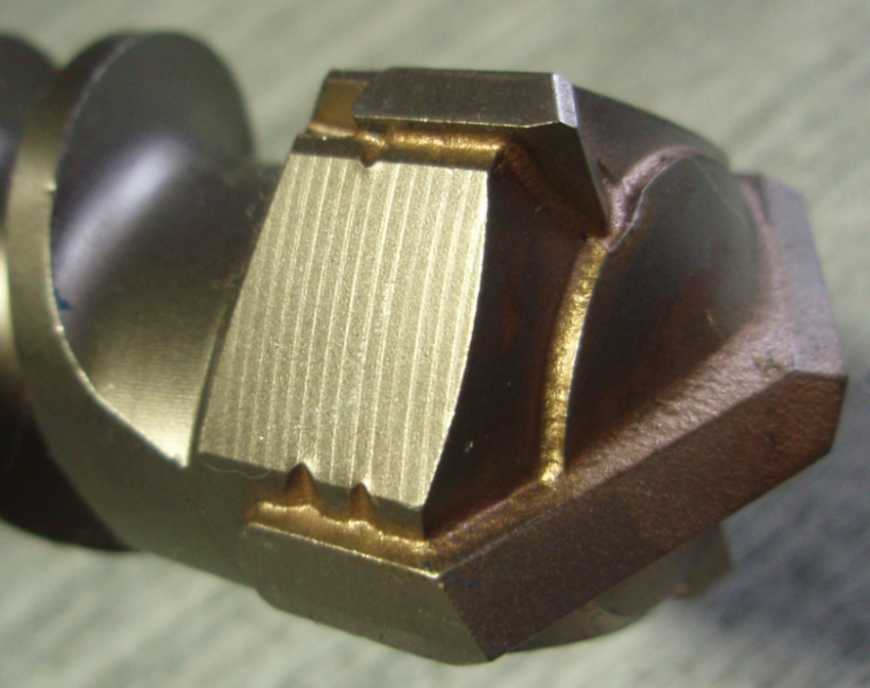
Tvrdokovové plátky na špičce vrtáku SDS Max průměru 40 mm
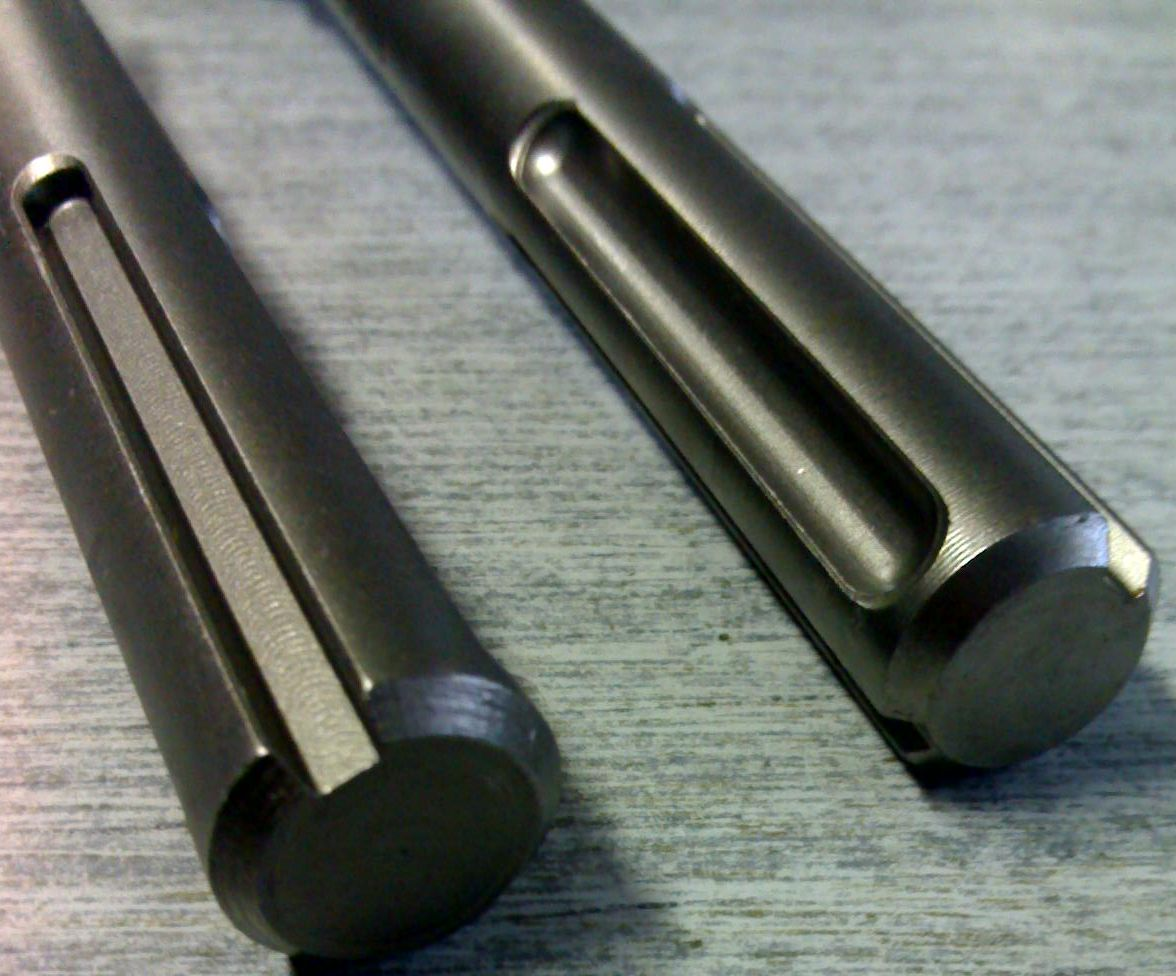
Stopky upínání systému SDS Max